# Blízké ostrovy
Blízké ostrovy (anglicky Near Islands, rusky Ближние острова, aleutsky Sasignan tanangin) je malá a nejzápadnější skupina ostrovů v Aleutském souostroví v jihozápadní části Aljašky. Nachází se mezi ruskými Komandorskými ostrovy a americkými Krysími ostrovy. Ostrovy jsou blíže k Rusku než k samotné Aljašce.

## Geografie
Největší z Blízkých ostrovů jsou Attu a Agattu, mezi kterými se nachází několik velkých skalisek a útesů. Dalšími důležitými ostrovy jsou Alaid, Nízký ostrov a Šemja. Asi 30 km severovýchodně od Šemje se nachází Ingenströmské útesy.

## Historie

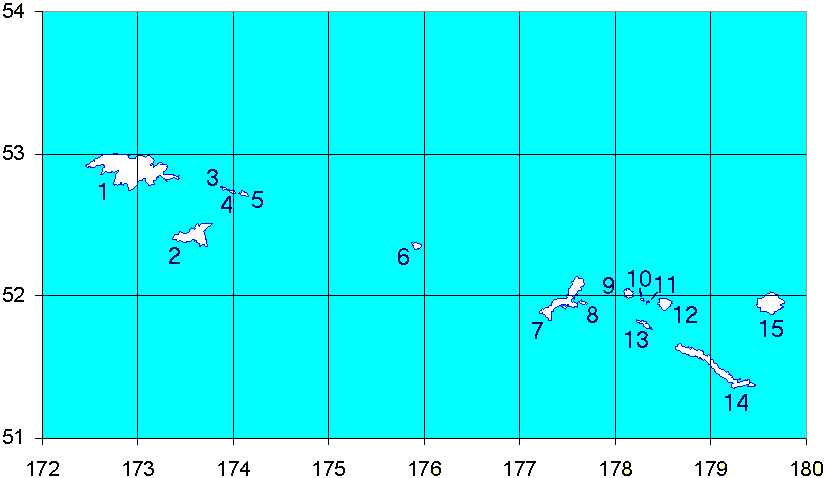
1 - Attu, 2 - Agattu, 3 - Alaid, 4 - Nízký ostrov, 5 - Šemja

Ostrovy byly objeveny ruskými námořníky a protože byly nejbližšími ostrovy ke Kamčatce (pokud vynecháme Komandorské ostrovy) pojmenovali je Blízké ostrovy. Pod tímto názvem jsou poprvé zaneseny v námořních mapách z let 1813–1814 ruským výzkumníkem Grigorijem Ivanovičem Langsdorfem.

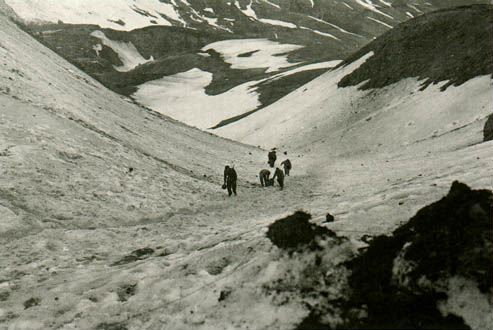
Američtí vojáci přepravující zásoby na Attu v květnu 1943

V roce 1867 prodalo Rusko Aljašku včetně Blízkých ostrovů Spojeným státům americkým, od té doby jsou ostrovy americké.
Během druhé světové války okupovala japonská armáda Blízké ostrovy, byla to první vojenská okupace americké půdy od Britsko-americké války. Americká armáda osvobodila ostrovy během Aleutské vojenské kampaně v roce 1943.

## Obyvatelstvo
Na ostrově Attu žilo v roce 1942 44 obyvatel, vesměs Aleuťanů. Při japonské okupaci ostrovů byli jako zajatci převezeni do Japonska, kde polovina z nich zemřela. Po válce přeživším domorodcům federální vláda USA zakázala návrat na ostrovy.
Podle oficiálního sčítání v roce 2000 žilo na ostrovech 47 obyvatel. Jedinými obydlenými ostrovy byly Šemja a Attu. Na ostrově Attu existovala až do roku 2010 základna americké pobřežní stráže, kde pracovalo cca 20 lidí. Po zrušení stanice se všichni tito lidé odstěhovali a Attu je neobydlené.

## Zemětřesení
1. února 1975 v 22:43:39 místního času zde došlo k zemětřesení o síle 7,6 stupně Richterovy stupnice. Několik lidí bylo při zemětřesení na ostrově Šemja zraněno a došlo k rozsáhlým škodám na majetku. Na ostrově Šemja byly zjištěny vertikální posuny až 16,5 m. Došlo k sesuvům půdy, praskly vodní nádrže a prasklo podzemní vodovodní potrubí. Otřesy bylo cítit i na ostrově Attu.

## Galerie

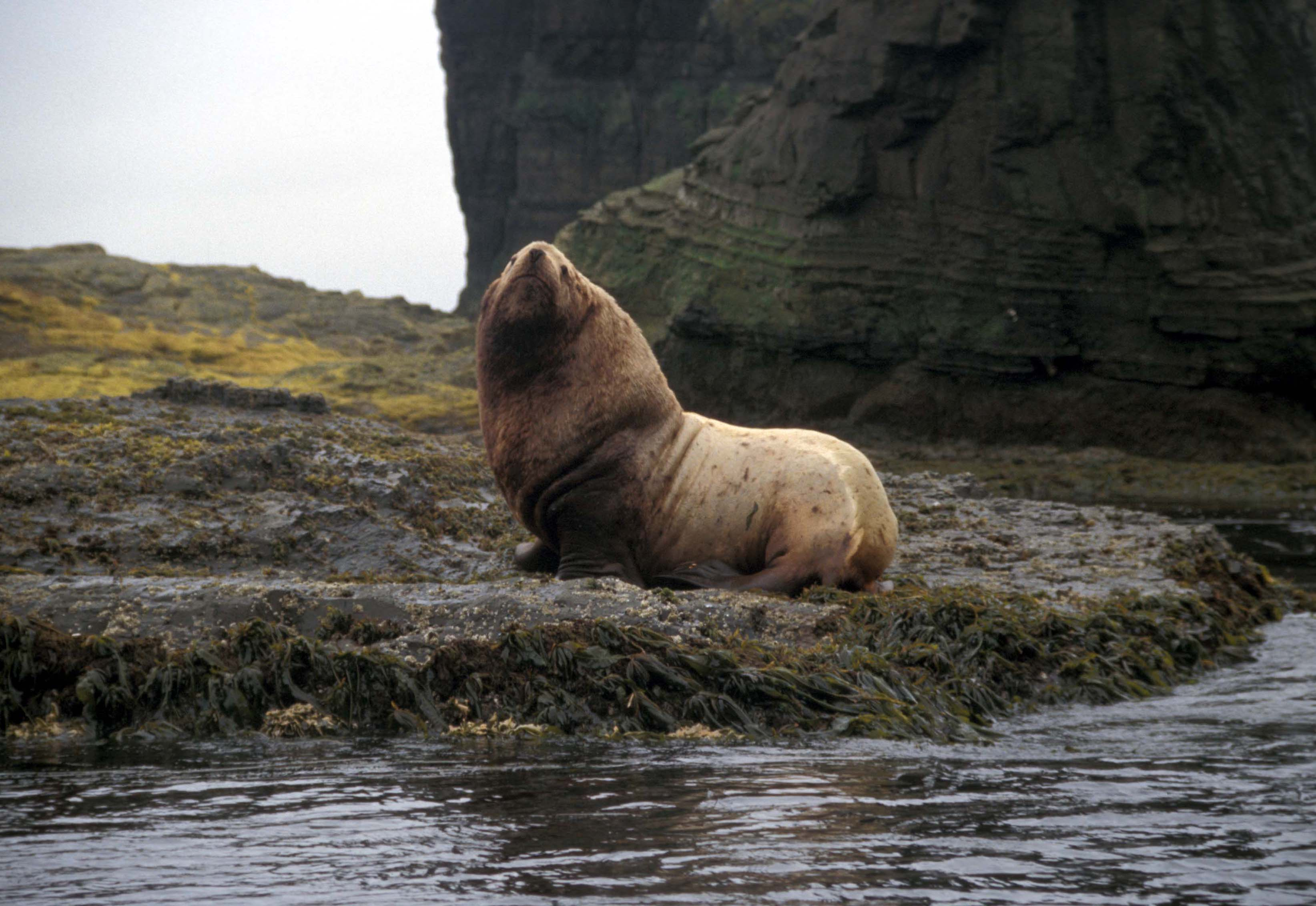
Stellerův lachtan na ostrově Agattu (2006)
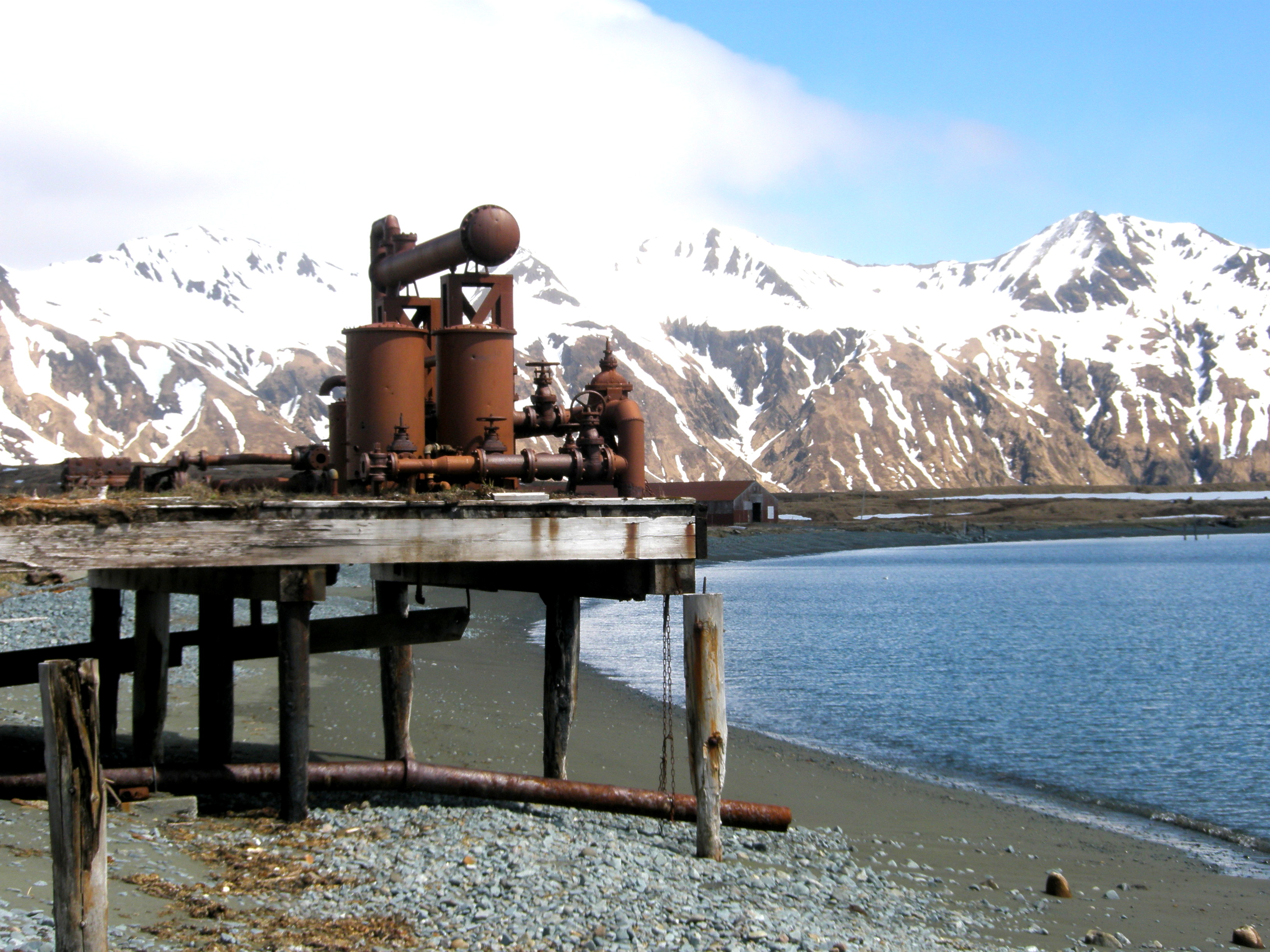
Chátrající doky na Attu (2012)
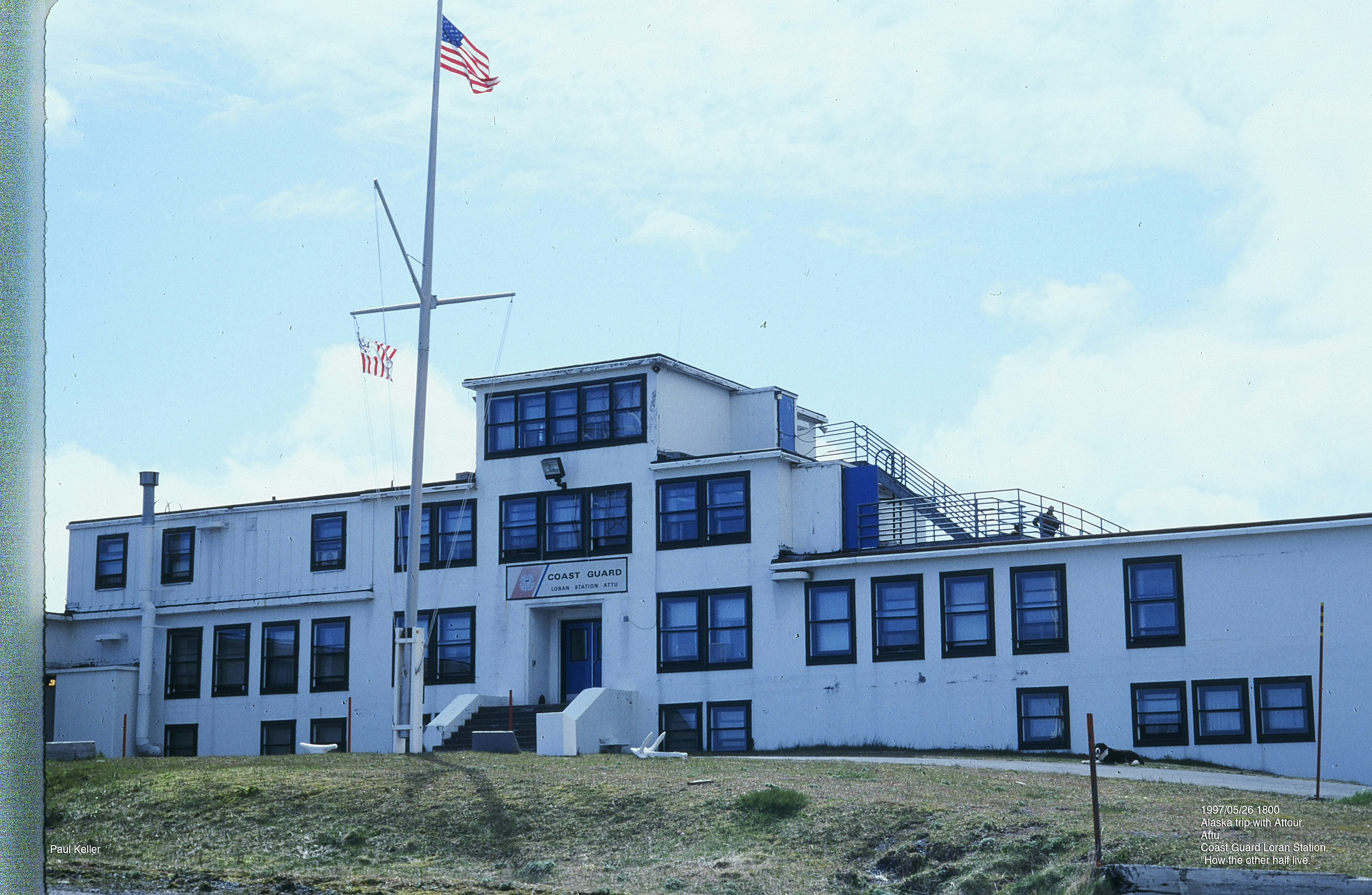
Základna pobřežní stráže Spojených států v roce 1997 na Attu
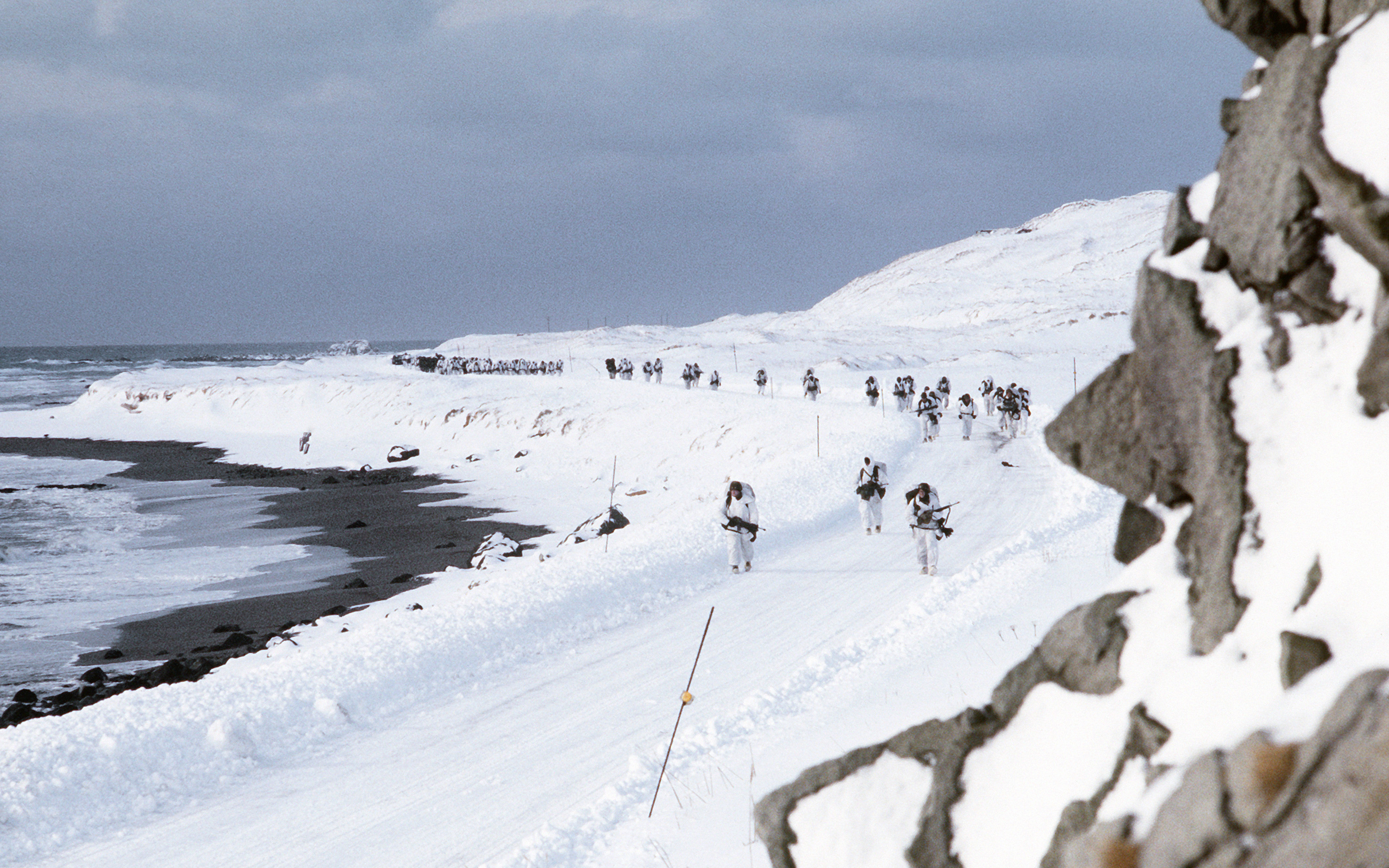
Vojenské cvičení Kernel Potlatch 87 na ostrově Šemja (rok 1987)